# Tlatelolco

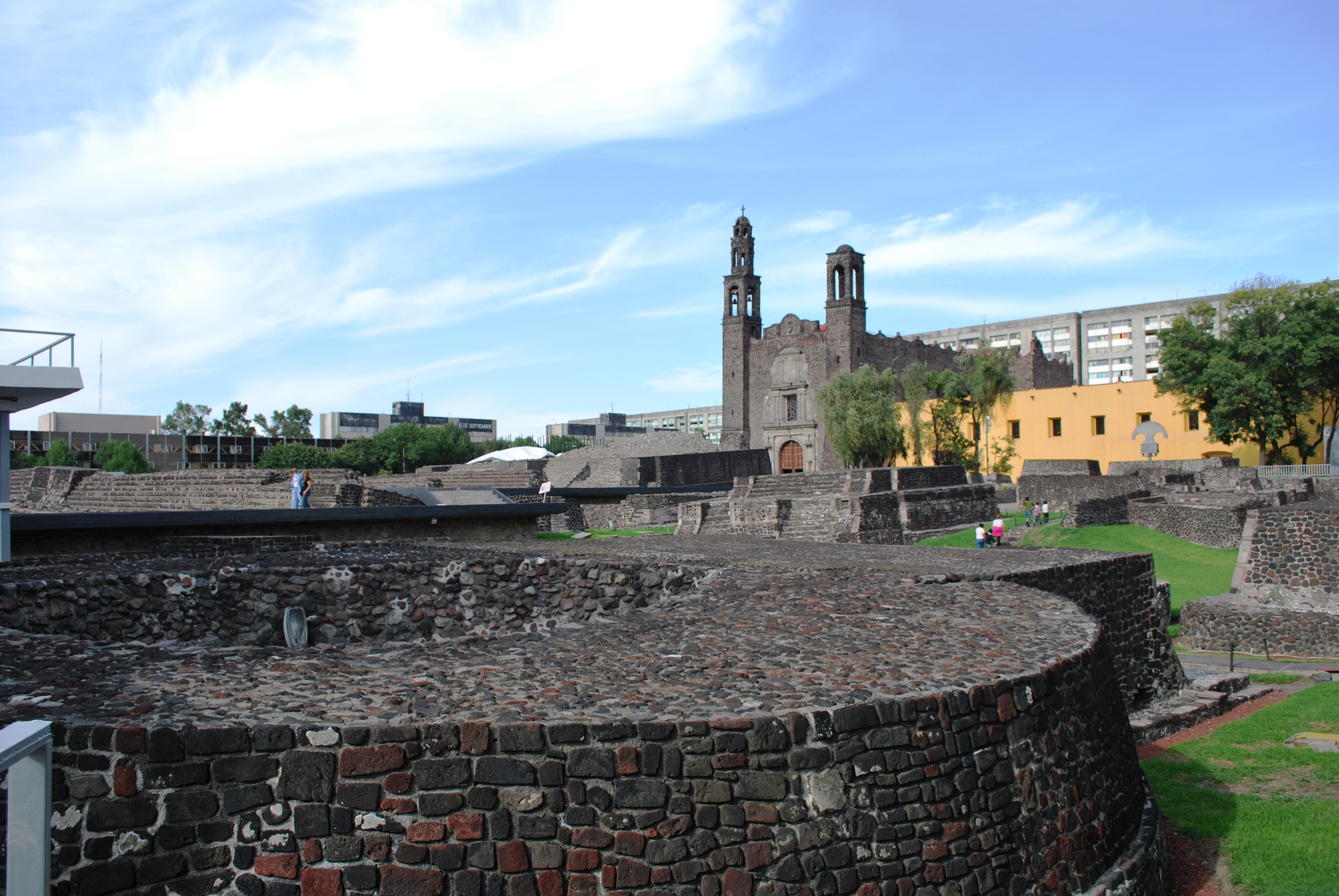

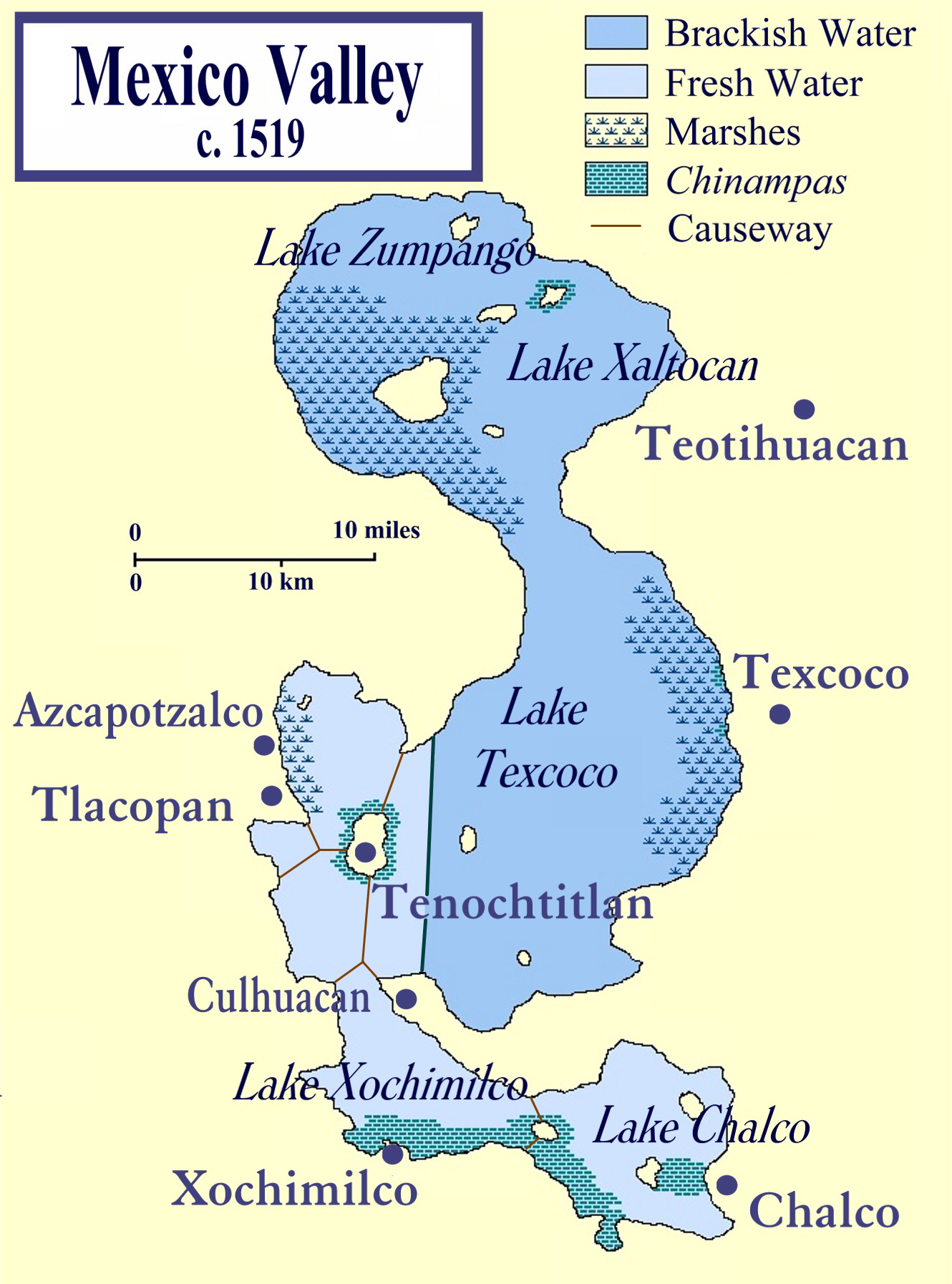
Karta över Texcocosjön

Den historiska staden Tlatelolco (nahuatl Tlatelolco) är en arkeologisk plats i centrala Mexiko belägen i dagens Mexico City.

## Historia
Tlatelolco grundades troligen år 1357 av revolterande mexicaindianer från närbelägna Tenochtitlán och var en kort tid en egen självständig stad. År 1473 erövrades Tlatelolco av kung Axayacatl och införlivades i Tenochtitlán och blev stadens centrala marknad.
När Tenochtitlán belägrades åren 1519–1521 av de spanska conquistadorerna under ledning av Hernán Cortés var Tlatelolco den sista posten som aztekerna höll innan de besegrades. Den 13 augusti 1521 erövrades staden och förstördes och samtliga drygt 40 000 män, kvinnor och barn avrättades.

## 1900-talet

### Tlatelolcofördraget
Den 14 februari 1967 undertecknades här det så kallade Tlatelolcofördraget i vilket Latinamerikas och Västindiens nationer deklarerade sina länder som kärnvapenfria områden.

### Tlatelolcomassakern
Tlatelolcomassakern skedde på Plaza de las Tres Culturas, spanska för de tre kulturernas torg, var en massaker på hundratals studenter den 2 oktober 1968 – tio dagar innan Olympiska spelen invigdes.

## Staden
Tlatelolco låg på en liten ö i Texcocosjön nära Tenochtitlán. Marknaden var stadens zócalo (centrala del). Moderna Tlatelolco införlivades som del i delegaciones (stadsdel) Cuauhtémoc i Mexico City där zócalo heter Plaza de las Tres Culturas.